# Letícia Birkheuer
Letícia Birkheuer (ur. 25 kwietnia 1978 w Passo Fundo, Rio Grande do Sul, Brazylia) – brazylijska modelka.
Leticia Birkheuer jako modelka zadebiutowała w 1996 roku w São Paulo. Początkowo pracowała tylko na rynku brazylijskim. Od 1998 roku stopniowo zaczęła podpisywać kontrakty międzynarodowe, począwszy od Nowego Jorku, poprzez Paryż, po Tokio. Prezentowała kolekcje takich projektantów i domów mody jak: Alexander McQueen, Balenciaga, Calvin Klein, Givenchy, Helmut Lang, Hussein Chalayan, Lanvin, Missoni, Pucci, Sonia Rykiel, Donna Karan, Emmanuel Ungaro, Fendi, Givenchy, Moschino, Sonia Rykiel, Versace, Christian Dior, Celine, Devota & Lomba, Dolce & Gabbana, Viktor & Rolf, Yves Saint Laurent, Giorgio Armani, Kenzo. 
W 2003 roku w Paryżu brała udział w pokazach Haute Couture: 
Anne Valerie Hash, Christiana Lacroix, Elie Saab oraz Givenchy. Pojawiła się na okładkach brazylijskiego i argentyńskiego wydania magazynu Elle oraz hiszpańskiego magazynu mody Telva.